# Фонематическая транскрипция
Фонемати́ческая транскри́пция (также фонемная или фонологическая транскрипция) — система передачи звучания слов письменными и некоторыми условными знаками, один из видов транскрипции. Отражает лишь фонемы этих слов, без учёта их аллофонов. При чтении фонематической транскрипции какого-либо языка необходимо учитывать его фонетические законы, используя в произношении соответствующие варианты фонем.
В отличие от фонетической транскрипции (которая обозначается в квадратных скобках [...]), фонематическая транскрипция обозначается в косых скобках "/.../". Фонематическая транскрипция показывает стандартное произношение, она не показывает особенности различного произношения в разных диалектах языка. 
Например английское слово Man (мужчина) в фонематической транскрипции будет записано как /mæn/, в то время как в фонетической транскрипции это слово может иметь два вида: UK:[mæn], US:[mεən]. Исходя из этого видно, что фонематическая транскрипция показывает стандартное произношение без учёта особенности разных произношений.